# Brachyops
Brachyops — вимерлий рід темноспондилів надродини Brachyopoidea. Типовий рід цієї надродини, так само як і родини Brachyopidae. Вперше згадано 1854 року в авторефераті статті Оуена, що здійснив детальний опис 1855-го. Голотип було знайдено в Індії, в породах нез‘ясованого віку (хоча більшість авторів сходяться на значенні близькому до раннього тріасу). Він являє собою широкий, дещо трикутний череп із короткою заокругленою мордою.